# UDBA
L'UDBA est le sigle couramment utilisé pour désigner le service de sécurité de la république fédérative socialiste de Yougoslavie. Cette appellation vient de son nom d'origine, Administration de sécurité de l'État (serbo-croate : Uprava državne sigurnosti ; serbe : Uprava državne bezbednosti). L'UDBA a par la suite été rebaptisée Service de sécurité de l'État (Služba državne sigurnosti ou SDS).

## Histoire
L'UDBA a été créé le 15 mars 1946 pour remplacer l'OZNA qui était à l'origine le service de sécurité des Partisans durant la Seconde Guerre mondiale. L'OZNA est alors scindé en une branche militaire le KOS, qui devient le service de contre-espionnage de l'Armée populaire yougoslave, et une branche civile, l'UDBA. 
La police secrète de la Yougoslavie communiste existait dans toutes ses Républiques fédérées - Serbie,  Croatie, Bosnie-Herzégovine, Monténégro, Slovénie et Macédoine - chacune de ses branches étant coordonnée par le service fédéral. Les services de l'UDBA travaillaient en outre étroitement, dans chaque République, avec les branches locales de la Ligue des communistes de Yougoslavie, le parti unique du régime de Tito. 
L'UDBA/SDS avait pour fonction, à l'intérieur de la Yougoslavie, de surveiller la population et les activités des opposants réels ou potentiels. Il agissait en outre à l'étranger, notamment à l'encontre des opposants exilés ou des dissidents. Divers assassinats ou tentatives d'assassinats ont été commis par l'UDBA, notamment à l'encontre des collaborateurs oustachis Ante Pavelić et Vjekoslav Luburić, de l'écrivain croate dissident Bruno Bušić (en) et du militant kosovar des droits de l'homme Enver Hadri (en).
Après 1992, le Service de sécurité de l'État de la République fédérative socialiste de Yougoslavie est remplacé par celui de la République fédérale de Yougoslavie. En 2002, le SDS est remplacé par l'Agence d’information de la sécurité, actuel service secret de la Serbie.